# Gårdstenstunneln

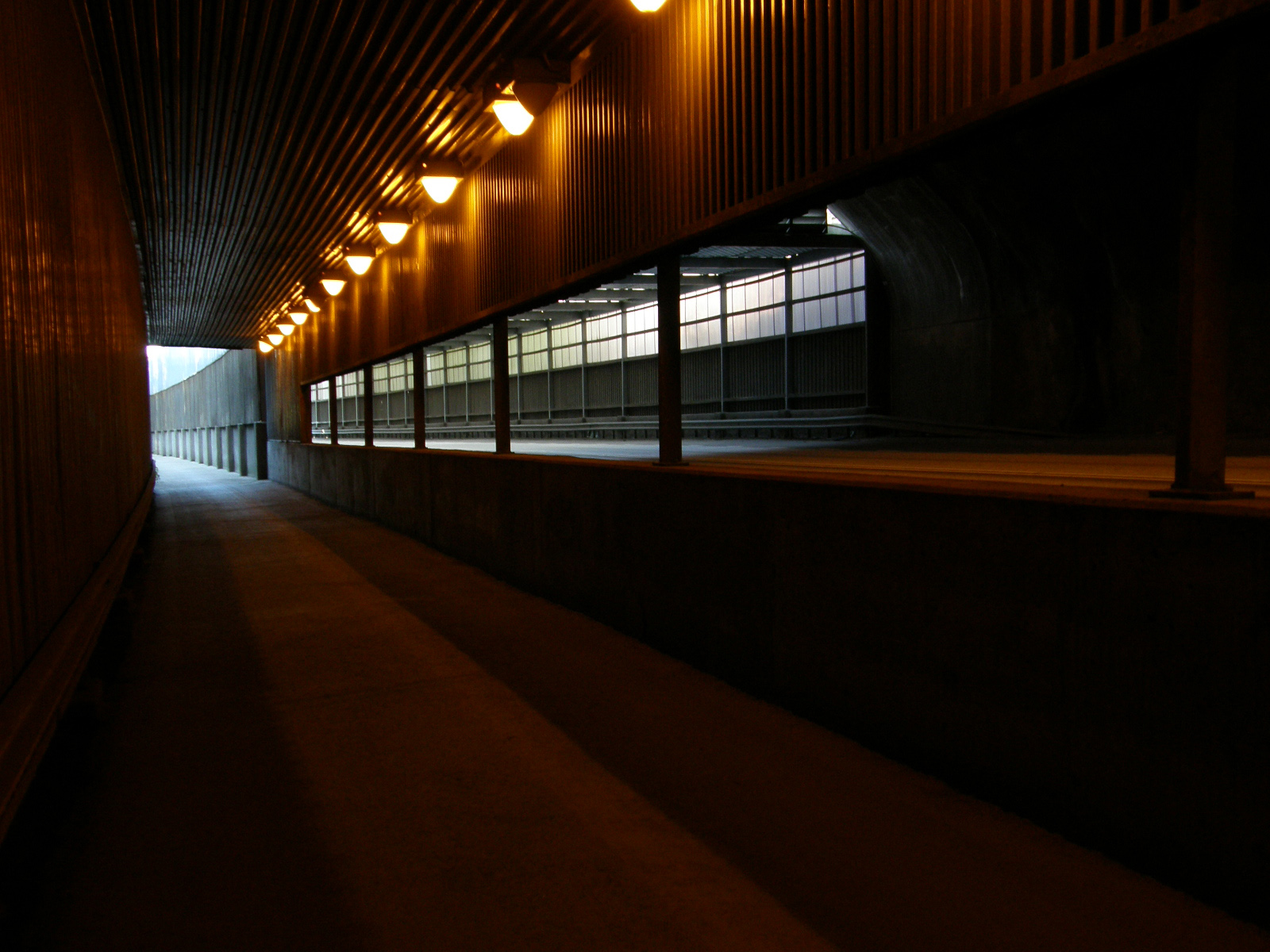
Mynningen mot Angeredsbron inifrån.

Gårdstenstunneln, byggd 1978, är en vägtunnel mellan Angeredsbron och Angered i norra Göteborg. Den är 235 m lång och består av ett tunnelrör med tre körfiler och en gång- och cykelbana.
Den ligger längs väg E6.20. Det numret skyltas dock inte, utan vägen skyltas Hisingen västerut och Karlstad/Angered österut.